# Jules Sitruk
 (août 2017).
Si vous disposez d'ouvrages ou d'articles de référence ou si vous connaissez des sites web de qualité traitant du thème abordé ici, merci de compléter l'article en donnant les références utiles à sa vérifiabilité et en les liant à la section « Notes et références ».
Pour les articles homonymes, voir Sitruk.
Jules Sitruk est un acteur français né le 16 avril 1990 aux Lilas (Seine-Saint-Denis).

## Biographie

### Famille et formation
Son père, Claude Sitruk, est le leader et chanteur du groupe Les Costars, actif entre 1979 et 1986, puis le premier producteur du groupe BB Brunes. Sa mère, Jeanne, est dessinatrice et graphiste.
Il est le cousin éloigné du comédien Olivier Sitruk et le neveu du grand rabbin de France Joseph Sitruk.
Jules Sitruk est inscrit au lycée Claude-Monet à Paris, après avoir fait l'« école des enfants du spectacle », le collège Rognoni. Il intègre ensuite une faculté de cinéma pendant 2 ans.

### Carrière
Jules Sitruk commence la comédie à 8 ans après une annonce de casting vue chez son coiffeur. Il obtient ensuite plusieurs rôles importants dans des téléfilms et films.
Il débute en 2000, en interprétant le rôle principal de Rémi dans la mini-série en deux épisodes Sans famille au côté de l'acteur Pierre Richard qui joue le rôle de Vitalis.
Il tourne ainsi son premier long métrage à l'âge de 11 ans, en 2001, dans Monsieur Batignole (avec Gérard Jugnot). Il est ensuite César dans Moi César, 10 ans ½, 1m39 en 2003. Puis il joue dans Vipère au poing en 2004 et dans Les Aiguilles rouges en 2005.
En 2006, il tourne son premier film en anglais, Son of Rambow, à Londres.
En 2009, il interprétera Pan, dans le court métrage de Nicolas Duval, inspiré de Peter Pan de Régis Loisel et futur long métrage.
En 2012, il tourne dans Le Fils de l'autre accompagné d'Emmanuelle Devos et Pascal Elbé.
En 2015, il réalise son premier court métrage, Windows, produit par la société Madjinn Films.
En 2018, il joue dans le film de Garth Davis, Marie Madeleine.
Jules Sitruk a également effectué une cinquantaine[réf. nécessaire] de doublages.

## Filmographie
Sauf indication contraire, les informations mentionnées dans cette section peuvent être confirmées par les bases de données cinématographiques IMDb et Allociné,  présentes dans la section « Liens externes ».

### Acteur

#### Télévision
- 2000 : L'Ange tombé du ciel de Bernard Uzan : Louis
- 2000 : Sans famille de Jean-Daniel Verhaeghe : Rémi
- 2000 : Docteur Sylvestre (épisode Maladie d'amour) de  Philippe Roussel : Charles
- 2000 : PJ, épisode Affaires de famille : Kevin Lebrun
- 2002 : Haute Pierre de Jean-Yves Pitoun : Winston/Léonard
- 2003 : Sauveur Giordano, épisode Femmes en danger) de Pierre Joassin
- 2019 : Myster Mocky présente, épisode La Preuve par neuf de Jean-Pierre Mocky

#### Cinéma

##### Courts métrages
- 2000 : Le Pain de Hiam Abbass : le fils
- 2010 : Une nuit qu'il était à se morfondre... de Cyril Paris : Serge Gainsbourg
- 2011 : Peter de Nicolas Duval, d'après la bande dessinée de Régis Loisel : Pan
- 2016 : Au loin de Xin Wang : Nicolas

##### Longs métrages
- 2002 : Monsieur Batignole de Gérard Jugnot : Simon Bernstein
- 2003 : Moi César, 10 ans ½, 1m39 de Richard Berry : César
- 2004 : Vipère au poing de Philippe de Broca : Jean
- 2006 : Les Aiguilles rouges de Jean-François Davy : Luc
- 2008 : Le Fils de Rambow (Son of Rambow) de Garth Jennings : Didier Revol
- 2011 : Nos résistances de Romain Cogitore
- 2011 : Mon père est femme de ménage de Saphia Azzeddine: Rudy
- 2013 : Le Fils de l'autre de Lorraine Lévy : Joseph
- 2013 : Bob et les Sex Pistaches d'Yves Matthey : Bob
- 2018 : Marie Madeleine (Mary Magdalene) de Garth Davis : Aaron
- 2022 : Ça tourne à Saint-Pierre-et-Miquelon de Christian Monnier : Keanu

#### Doublage
- 2001 : Emprise (Frailty) : voix française d'Adam Meiks petit
- 2002 : Le Seigneur des anneaux : Les Deux Tours de Peter Jackson : voix de Haleth, fils de Hama
- 2003 : Signes de M. Night Shyamalan : voix française de Morgan Hess
- 2004 : Godsend, expérience interdite (Godsend) : voix d'Adam Duncan
- 2004 : Birth, de Jonathan Glazer : voix de Sean Contre
- 2004 : L'Effet papillon : voix française d'Evan Treborn à 7 ans
- 2004 : Alexandre de Oliver Stone : voix d'Alexandre jeune
- 2005 : La Mauvaise Éducation de Pedro Almodóvar : voix d'Ignacio jeune
- 2005 : La Marche de l'empereur de Luc Jacquet : voix du narrateur petit
- 2006 : La peur au ventre (Running Scared), de Wayne Kramer : voix d'Oleg Yugorsky
- 2006 : Oliver Twist de Roman Polanski : voix française d'Oliver Twist
- 2008 : Alpha Dog de Nick Cassavetes : voix française de Zach Mazursky

### Réalisateur
- 2015 : Windows (court-métrage)
- 2017 : Feel du musicien Matou (clip)